# شرف محفوظ
شرف محفوظ، (مواليد 20 يوليو 1966 في عدن) لاعب كرة قدم يمني ، قائد المنتخب اليمني ونجم التلال الأبرز سابقاً، ويعد أفضل النجوم الذين أنجبهم النادي، على مر تاريخه العريق، يلعب كمهاجم وصانع ألعاب، وخاض أكثر من 40 مباراة دولية ولديه 6 أهداف دولية وتجربة احتراف وحيدة مع نادي صور اللبناني في بداية عام 2000م، فيما أهدافه مع ناديه في بطولات الدوري المحلي تجاوزت 133 هدفاً، سجل أول أهداف المنتخب اليمني الموحد في مرمى المنتخب الأثيوبي، وحصل على جائزة الحذاء الذهبي لأفضل هداف في البطولات العربية كهداف للعرب موسم 1991 / 1992 من قبل صحيفة الحدث اللبنانية.

## روابط خارجية
- شرف محفوظ على موقع الاتحاد الدولي (مؤرشف)  (الإنجليزية)